# T.M.C. Asser Instituut
Het T.M.C. Asser Instituut, kortweg Asser Instituut, is opgericht in 1965. Het is een professioneel inter-universitair kennis- en onderzoekscentrum, gespecialiseerd in internationaal privaat- en publiekrecht, Europees recht en internationale handelsarbitrage, inclusief alle aanverwante rechtsgebieden, zoals internationaal sportrecht en internationaal humanitair- en strafrecht. Het is gevestigd in Den Haag.
Het instituut is gelieerd aan de Universiteit van Amsterdam.
De naamgever, Tobias Michael Carel Asser was een vooraanstaand jurist die mede de grondlegger mag worden genoemd van het internationaal privaatrecht. In 1911 won hij de Nobelprijs voor de Vrede.
Het T.M.C. Asser Instituut is lid van de Hague Academic Coalition (HAC).

## Activiteiten
Naast de onderzoeksfaciliteiten voor zijn team van expert-onderzoekers heeft het Instituut de beschikking over een uitgebreid internationaal netwerk aan universitaire en wetenschappelijke contacten. Voorts werkt het Asser Instituut gericht aan de ontwikkeling van jong talent. Het Asser Dissertations Programme biedt jonge, veelbelovende juristen de kans om te werken aan hun promotieonderzoek. De financiering en aanstelling van nieuwe kandidaten gebeurt i.s.m. andere instellingen, bij voorkeur een juridische faculteit.
Naast fundamenteel wetenschappelijk onderzoek, legt het instituut zich toe op contract-onderzoek en advieswerkzaamheden. Dit consultancy maatwerk varieert van het vinden van (ad-hoc)oplossingen voor kleinere juridische vraagstukken tot de coördinatie en/of uitvoer van langlopende structurele (onderzoeks)projecten. Tot de opdrachtgevers behoren o.a. de Europese Unie, nationale overheden, ministeries, internationale organisaties, advocatenkantoren et cetera.
Om de wetenschappelijke discussie te voeden en levend te houden organiseert het T.M.C. Asser Instituut regelmatig congressen en bijeenkomsten. Kleiner van opzet zijn de Asser Round Table Sessions, waar de deelnemers op informele basis van gedachten kunnen wisselen over actuele internationale aangelegenheden. Een overzicht van events is te vinden in de evenementenkalender.

## Uitgeverij
Het instituut heeft een eigen uitgeverij: T.M.C. Asser Press. Tijdschriften en jaarboeken die momenteel worden gepubliceerd zijn het Netherlands Yearbook of International Law (NYIL), Yearbook of International Humanitarian Law (YIHL), Netherlands International Law Review (NILR), Nederlands Internationaal Privaatrecht (NIPR) en European Business Organization Law Review (EBOR).

## Samenwerkingen
Het T.M.C. Asser Instituut is lid van de Hague Academic Coalition. Het was ook een van de oprichtingspartners van The Hague Institute for Global Justice. Dit instituut is inmiddels opgeheven.